# Rapala guineensis
Rapala guineensis är en fjärilsart som beskrevs av Otto Staudinger 1890. Rapala guineensis ingår i släktet Rapala och familjen juvelvingar. Inga underarter finns listade.